# Recurs Econòmic Ciutadà
El Recurs Econòmic Ciutadà o REC és una moneda digital d'àmbit local de la ciutat de Barcelona. Es va llançar el 2018 en fase de prova pilot amb diversos comerços de la ciutat. El seu símbol és Ɍ.

## Història
La nova moneda es va posar en funcionament al maig de 2018 en els deu barris de l'Eix Besòs, amb l'objectiu de fomentar l'economia de barri i el comerç de proximitat, així com enfortir les xarxes associatives. L'executora del projecte i entitat gestora del REC és l'associació d'innovació social Novact. El REC té paritat amb l'euro i permet realitzar pagaments entre la targeta o mòbil del client i el mòbil dels comerços mitjançant la tecnologia blockchain, a través d'una aplicació per a mòbil o una targeta amb codi QR. Les transaccions amb REC no tenen cost afegit.
El REC s'emmarca en una iniciativa europea d'innovació urbana i social denominada B-Mincome, a través de la Urban Innovative Actions (UIA), que impulsa una renda municipal d'inclusió, amb l'objectiu que el 25% de les ajudes B-Mincome que reben les famílies es canviïn per moneda digital ciutadana. Està previst que l'Ajuntament de Barcelona inverteixi 1,5 milions d'euros en REC.
L'àrea inicial del projecte se situa en el vessant Besòs de la ciutat, formada pels barris de Ciutat Meridiana, Vallbona, Torre Baró, Les Roquetes, Trinitat Nova, Trinitat Vella, Baró de Viver, Bon Pastor, Verneda-La Pau i Besòs-Maresme. Es tracta d'una àrea de més de 100 000 habitants, un 7% de la ciutat. Està previst que el programa pilot es desenvolupi fins a octubre de 2019, data en què podria fer-se extensiu a altres àrees de la ciutat.
El consistori ha impulsat també la creació d'una Taula de Canvi, formada per representants municipals, de comerciants i associacions de veïns, així com tècnics experts en economia i tecnologia, amb l'objectiu de fer seguiment i avaluació de la nova moneda. Aquesta institució, registrada com a Taula de Canvi SCCL, està constituïda com una societat cooperativa de consumidors i usuaris, sense ànim de lucre. El seu nom s'inpira en la Taula de Canvis i Comuns Dipòsits de Barcelona, que va ser la primera banca pública municipal d'Europa, creada el 1401.